# Greatest Hits 87-99
Greatest Hits 1987–1999 è una raccolta del 2003 della cantante australiana Kylie Minogue. È stato pubblicato solo in Australia il 3 dicembre 2003, pochi giorni dopo l'uscita del nono album della cantante, Body Language. La tracklist è un'estensione di quella del Greatest Hits del 1992, con l'aggiunta dei singoli pubblicati nel periodo Deconstruction (1994–1999). Il DVD (chiamato Greatest Hits 87–98) contiene tutti i video di Kylie Minogue pubblicati tra il 1987 e il 1998 (l'unico DVD della cantante a farlo).

## Tracce

### CD
Disco 1
1. The Loco-Motion
2. I Should Be So Lucky
3. Got to Be Certain
4. Je Ne Sais Pas Pourquoi
5. Especially for You
6. Turn It into Love
7. Made in Heaven
8. It's No Secret
9. Hand on Your Heart
10. Wouldn't Change a Thing
11. Never Too Late
12. Tears on My Pillow
13. Better the Devil You Know
14. Step Back in Time
15. What Do I Have to Do? (7" remix)
16. Shocked (DNA 7" Mix)

Disco 2
1. Word Is Out (Summer Breeze 7" Mix)
2. If You Were with Me Now
3. Give Me Just a Little More Time
4. Finer Feelings (BIR 7" Mix)
5. What Kind of Fool (Heard All That Before)
6. Celebration
7. Confide in Me (Master Mix)
8. Where Is the Feeling? (BIR 7" Mix)
9. Where the Wild Roses Grow
10. Some Kind of Bliss
11. Breathe (radio edit)
12. Cowboy Style (radio edit)
13. Dancing Queen (7" edit)
14. Tears
15. The Real Thing

### DVD
1. The Loco-Motion
2. I Should Be So Lucky
3. Got to Be Certain
4. Je Ne Sais Pas Pourquoi
5. Especially for You
6. It's No Secret
7. Made in Heaven
8. Hand on Your Heart
9. Wouldn't Change a Thing
10. Tears on My Pillow
11. Better the Devil You Know
12. What Do I Have to Do?
13. Shocked
14. Word Is Out
15. If You Were with Me Now
16. Give Me Just a Little More Time
17. Finer Feelings
18. What Kind of Fool (Heard All That Before)
19. Celebration
20. Confide in Me
21. Put Yourself in My Place
22. Where Is the Feeling?
23. Where the Wild Roses Grow
24. Did It Again
25. Breathe
26. Cowboy Style